# Зона (фільм)
«Зона» — радянський художній фільм 1988 року, знятий режисерами Миколою Мащенком і Суреном Шахбазяном на Кіностудії ім. О. Довженка.

## Сюжет
За п'єсою Миколи Куліша. Голод 1925 року. Історія трьох друзів-комуністів, які зрадили високі ідеали.

## У ролях
- Микола Гудзь — Антип Радобужний
- Леонід Яновський — головна роль
- Дмитро Миргородський — Брус
- Олена Пономаренко — роль другого плану
- Юрій Дубровін — роль другого плану
- Ірина Терещенко — роль другого плану
- Олена Драниш — роль другого плану
- Ігор Слобідський — роль другого плану
- Людмила Чиншева — роль другого плану
- Борис Александров — роль другого плану
- Микола Олійник — роль другого плану
- Костянтин Шафоренко — роль другого плану
- Олена Іллєнко — роль другого плану
- Володимир Рудін — роль другого плану
- Володимир Костюк — епізод

## Знімальна група
- Режисери-постановники — Микола Мащенко, Сурен Шахбазян
- Сценаристи — Іван Драч, Микола Мащенко
- Оператор-постановник — Олександр Шумович
- Композитор — Євген Станкович
- Художник-постановник — Валерій Новаков